# Bičovka stromová
Bičovka stromová (Ahaetulla prasina) je stromový had z čeledi užovkovitých, žijící v pralesech jihovýchodní Asie. Je zeleně zbarvený, což mu umožňuje skrývat se mezi listím, a vyznačuje se mimořádně štíhlým tělem: dorůstá délky 1,5 až 2 m, ale je silný v průměru necelé 2 cm. Charakteristický je také čenich protáhlý do špičky. Had je jedovatý, ale jeho jed je slabý a není nebezpečný pro lidi. Loví ve dne, živí se převážně ještěrkami a žábami. Druh je vejcoživorodý, samice rodí v jednom vrhu čtyři až deset mláďat. Bičovka stromová bývá často chována v teráriích.
Existují čtyři geografické poddruhy:
- Ahaetulla prasina medioxima
- Ahaetulla prasina preocularis
- Ahaetulla prasina prasina
- Ahaetulla prasina suluensis